# Selenops feron
Espèce
Selenops feron est une espèce d'araignées aranéomorphes de la famille des Selenopidae.

## Distribution
Cette espèce se rencontre en Afrique du Sud au Gauteng, au Zimbabwe et en Namibie,.

## Description
La femelle holotype mesure 7,90 mm.

## Systématique et taxinomie
Cette espèce a été décrite par Corronca en 2002.

## Publication originale
- Corronca, 2002 : « A taxonomic revision of the afrotropical species of Selenops Latreille, 1819 (Araneae, Selenopidae). » Zootaxa, no 107, p. 1-35.